# Johannes Boersma
Johannes Sipko Boersma (Groningen, 17 juni, 1935) is een Nederlandse archeoloog en emeritus hoogleraar klassieke archeologie en numismatiek aan de Vrije Universiteit Amsterdam.. Hij specialiseerde zich in de Griekse en Romeinse architectuur en urbanisatie.
Hans Boersma studeerde klassieke archeologie aan de Universiteit van Groningen. Hij promoveerde daar in 1970 op zijn proefschrift Athenian Building Policy, waarin hij de ontwikkeling van publieke en private bouw in het klassieke Athene van de zesde en vijfde eeuw v.Chr. beschreef. Van 1962 tot 1967 was hij werkzaam op het Koninklijk Penningkabinet te Den Haag als conservator van de Romeinse afdeling. Vanaf 1967 doceerde hij klassieke archeologie aan de Universiteit van Amsterdam en van 1972 tot aan zijn emeritaat in 1996 was hij hoogleraar aan de Vrije Universiteit Amsterdam.
Boersma nam deel aan de archeologische survey van Goritsa bij Volos, een stad in het centrum van Griekenland, en publiceerde het stadsplan van deze Hellenistische stad. Tussen 1973 en 1976 deed hij onderzoek naar een woonblok in Ostia Antica. De resultaten werden in 1985 gepubliceerd in Amoenissima Civitas. Vanaf 1981 deed hij onderzoek in Salento (Apulië, Italië). Eerst in Oria en vanaf 1984 in Valseio, beide in de omgeving van Brindisi. Voor het Valesio project hield hij zich vooral bezig met het Romeinse thermen-complex.
In 1986 werd Boersma benoemd tot lid van de Koninklijke Nederlandse Akademie van Wetenschappen.